# Maria Padilla
Maria Padilla ist eine Oper (Originalbezeichnung: „melodramma“) von Gaetano Donizetti auf ein Libretto von Gaetano Rossi. Die am 26. Dezember 1841 im Teatro alla Scala in Mailand uraufgeführte Oper hat drei Akte. Das Libretto beruht auf der 1838 uraufgeführten Tragödie María de Padilla von Jacques-François Ancelot.

## Historischer Hintergrund
Die Handlung spielt Mitte des 14. Jahrhunderts in Kastilien und ist in dieser Form eine frei erfundene Ausschmückung der Geschichte von König Pedro I., genannt „der Grausame“, und seiner Geliebten María de Padilla (* 1334; † 1361). Zentral für das Verständnis der Oper sind mittelalterliche (und bis mindestens ins 19. Jahrhundert wirkende) Vorstellungen von Ehre, Tugend und Schande.

## Handlung

### Erster Akt
Atrium im maurischen Stil im Kastell der Padilla

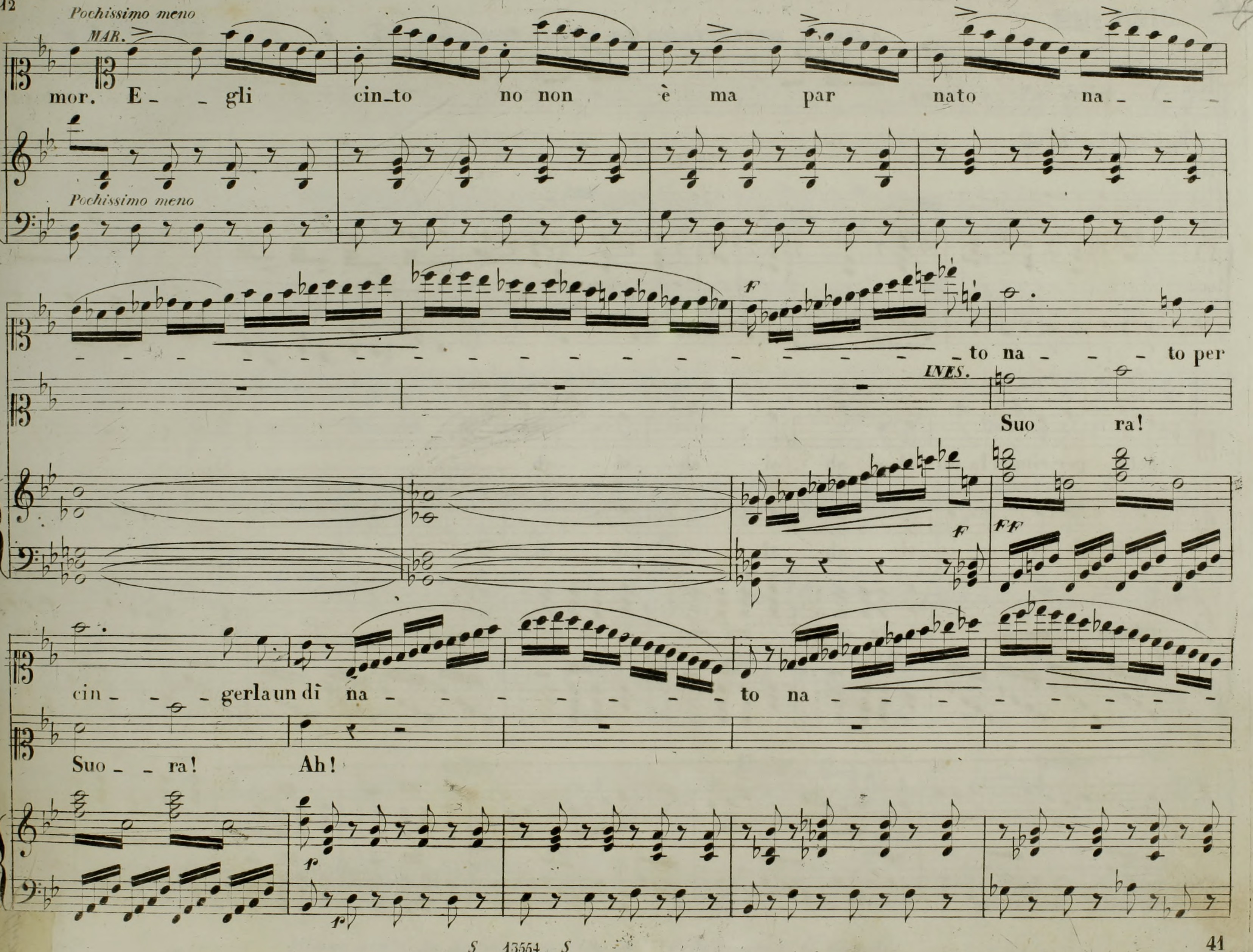
Ausschnitt aus der Cabaletta der Maria „Ah non sai qual prestigio“ (Akt I,2)

Bei der Vorbereitung der Hochzeit von Ines Padilla mit dem Grafen Luigi de Aguilar erzählt ihr ihre jüngere Schwester Maria von einem seltsamen Traum, in dem sie selber von einem bekrönten Liebesgott „vom Altar zum Thron“ geführt und als Königin gefeiert wurde. Als die Ankunft von Don Alfonso und dem rätselhaften Graf Mendez angekündigt wird, gesteht Maria ihrer Schwester, dass sie in den letzteren leidenschaftlich verliebt sei und das Gefühl habe, dass er etwas mit ihrem Traum zu tun hat, obwohl er „keine Krone trägt“. Ines warnt Maria vor hochtrabenden Illusionen.
Als Mendez erscheint, kann er selbst kaum verhehlen, wie sehr er ebenfalls in Maria verliebt ist. Die Hochzeitsfeierlichkeiten beginnen.
Zimmer in der Wohnung Marias
In der Nacht nach dem Fest erfährt Maria von ihrer Amme Francisca, dass Graf Mendez in Wahrheit Don Pedro, der Sohn des Königs, ist und dass er beabsichtige, sie zu entführen. Diese Entdeckung ruft ausgesprochen gemischte Gefühle bei Maria hervor, und als der Infant durchs Fenster in ihr Schlafzimmer eindringt, zückt sie einen Dolch und nennt ihn bei seinem richtigen Namen. Sie wirft ihm unehrenhafte Absichten vor und ist kurz davor, sich selber um ihrer Ehre willen zu erdolchen, doch Don Pedro hält sie davon ab und macht ihr einen Heiratsantrag. Nachdem er ihr auf das Kreuz und vor Gott hoch und heilig geschworen hat, dass er sie zur Frau nehmen werde, und obwohl er sie bittet, ihre Ehe zunächst geheim zu halten, willigt sie dann freudig in die Entführung ein.

### Zweiter Akt
Saal in einem Palast in Sevilla
(zwei Jahre später)
Don Pedro ist nach dem Tode seines Vaters mittlerweile selber König, und Maria gibt für ihn ein prunkvolles Fest: Sie ist die heimliche Ehefrau Don Pedros, offiziell aber nur seine Mätresse und aufgrund der illegitimen Verbindung und ihres geringen Adelsstandes am Hof verachtet. Dem ersten Minister Don Ramiro, dem Herzog von Albuquerque, ist Maria politisch im Weg, denn er strebt eine dynastische Verbindung Don Pedros mit dem französischen Königshaus an und hat eine entsprechende Ehe angebahnt.
Don Ruiz, der alte Vater der Padilla-Schwestern, kommt in den Palast und beklagt den Verlust seiner Ehre durch die Schande seiner (einstigen) Lieblingstochter.

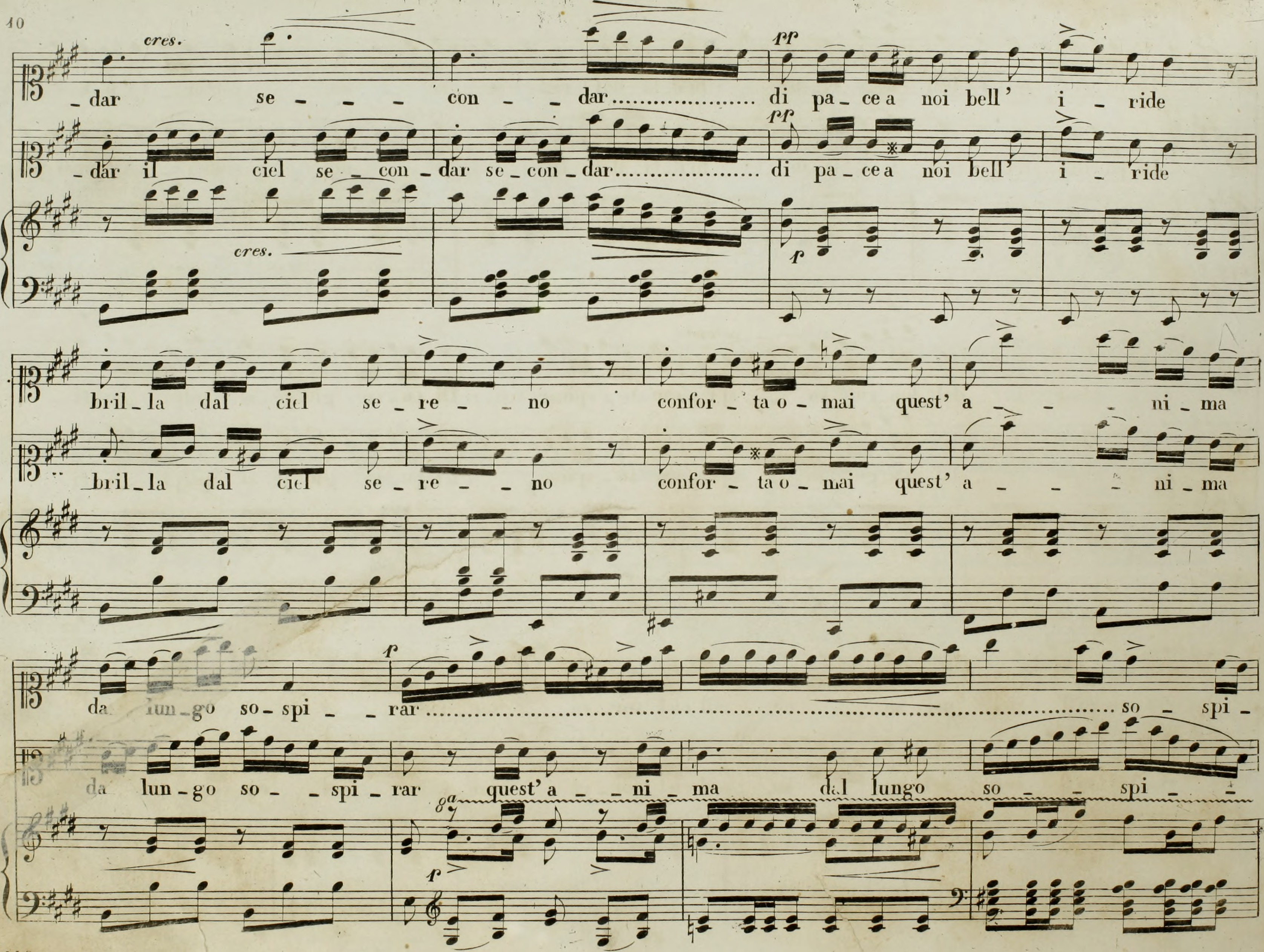
Ausschnitt aus dem Duett für Maria und Ines „Di pace a noi bell’iride…“ (Akt II, 3)

Auch Maria, die nicht weiß, dass Don Ruiz sich bereits im Palast befindet, gesteht ihrer Schwester Ines, wie sehr sie unter der für sie und ihre ganze Familie entehrenden Situation leide und darunter, dass sie ihrem Vater so viel Kummer bereitet. Maria möchte ihn um Vergebung bitten, und die Schwestern beschließen voller Vorfreude, gemeinsam den Vater zu besuchen („Di pace a noi bell’iride…“).
Unterdessen wird Don Pedro im Festsaal vor allen Leuten von Don Ruiz als „feige und infam“ beschimpft und mit dem Fehdehandschuh zum Duell gefordert, was die Höflinge aber verhindern. Don Pedro befiehlt, den alten Mann, der seinen Namen nicht genannt hat und den er daher nicht als Marias Vater erkennt, mit Ruten auspeitschen zu lassen – eine für einen Edelmann extrem erniedrigende und kränkende Bestrafung.
Nachdem Don Ruiz abgeführt worden ist, erscheinen Maria und Ines, die von weitem den Aufruhr gehört haben, und bitten Don Pedro um Gnade für den armen alten Mann, dessen Identität sie nicht ahnen. Als Maria aber von Ramiro erfährt, dass es sich bei dem Bestraften um ihren eigenen Vater handelt, wirft sie dem ebenfalls ganz fassungslosen König voller Empörung ihre Juwelen (ein ehemaliges Geschenk Don Pedros) vor die Füße und verlässt mit Ines den Palast.

### Dritter Akt
Bescheidene Wohnung im Haus des Grafen von Aguilar

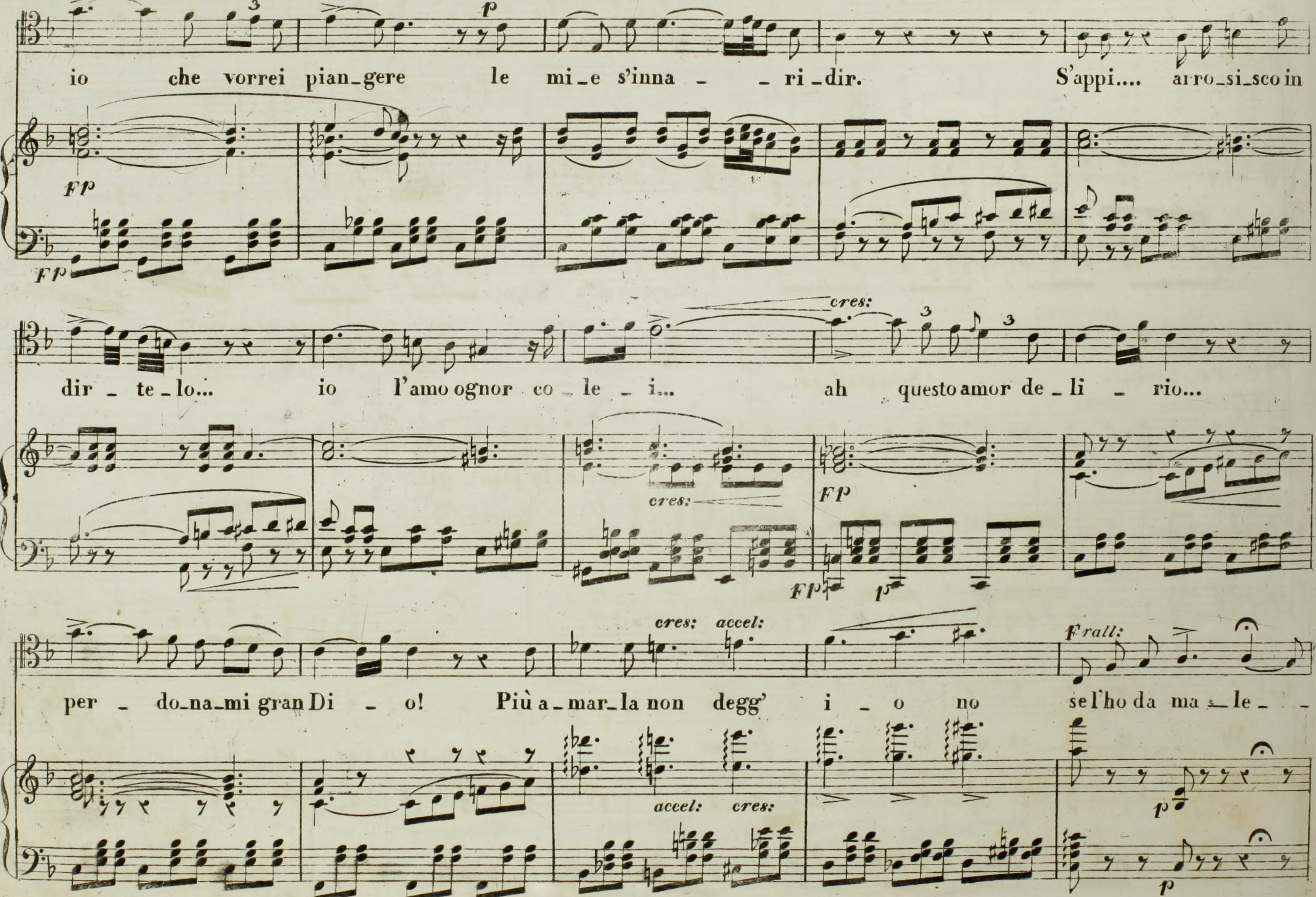
Ausschnitt aus dem Duett (bzw. der Wahnsinnsszene) von Don Ruiz mit Maria (Akt III,2)

Don Ruiz ist bei Ines und ihrem Gatten untergekommen, liegt jedoch schon drei Tage lang bewusstlos. Maria kommt, um doch noch Vergebung von ihrem Vater zu erhalten, doch als dieser erwacht, muss sie feststellen, dass er sie nicht erkennt und über die tragischen Ereignisse wahnsinnig geworden ist. Er beginnt ihr ein altes andalusisches Lied vorzusingen, das Maria früher immer gesungen hat, und als er nicht mehr weiter weiß, stimmt Maria mit ein, in der Hoffnung, dass er sie dadurch erkennt. Um sich zu rechtfertigen, zeigt Maria ihrem Vater dann ein schriftliches Eheversprechen von Don Pedro. Der Vater gerät jedoch schon bei der bloßen Nennung des Namens des Königs in rasende Wut, wirft das Schreiben fatalerweise ins Feuer und vernichtet damit den einzigen Beweis. Während draußen Bianca, die Prinzessin von Frankreich, schon als künftige Königin gefeiert wird, bricht Maria in Verzweiflung aus.
Saal im Königspalast

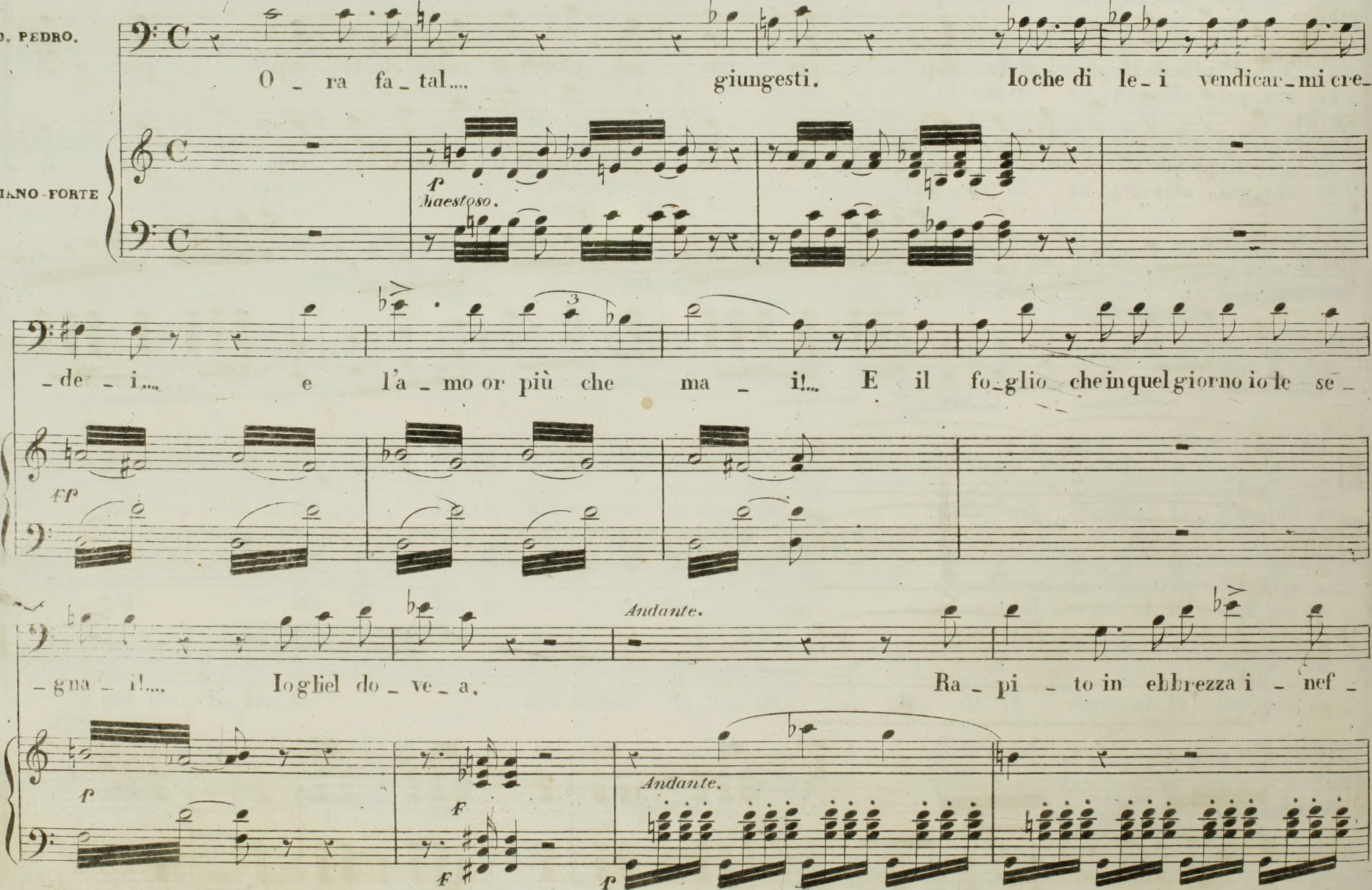
Beginn des Rezitativs von Don Pedro „Ora fatal, giungesti!“ (Akt III,4)

Im Palast des Königs sind die Vorbereitungen für die Hochzeit Don Pedros mit Bianca in vollem Gange. Im allgemeinen Festtaumel trauert Don Pedro um seine Liebe zu Maria. Nach dem feierlichen Einzug der französischen Braut und gerade als Don Ramiro den König aufgefordert hat, diese zur Königin zu krönen, stürzt Maria herein und stoppt die Zeremonie. Sie erinnert den König vor dem versammelten Hof an seinen Treueschwur und sein Ehegelöbnis und fordert die Krone für sich. Als Ines und Luigi zur allgemeinen Bestürzung dann auch noch den seelisch völlig zerrütteten Don Ruiz hereinführen, erkennt der König das Ausmaß seiner Schuld. Gegen die Staatsraison und den Protest der französischen Gesandten und kastilischen Höflinge – sowie Don Ramiros, der nicht davor zurückschreckt, die Todesstrafe für Maria zu fordern – weist Pedro diese in ihre Schranken, bekennt sich öffentlich zu Maria und erklärt sie zu seiner rechtmäßigen Gemahlin und Königin. Diese bricht in Jubel aus, und selbst Don Ruiz scheint aus seiner Umnachtung zu erwachen.

## Orchester
Die Orchesterbesetzung der Oper enthält die folgenden Instrumente:
- Holzbläser: zwei Flöten (2. auch Piccoloflöte), zwei Oboen (2. auch Englischhorn), zwei Klarinetten, zwei Fagotte
- Blechbläser: vier Hörner, drei Trompeten, drei Posaunen, Cimbasso, Ophikleide
- Schlagzeug: Pauken, Große Trommel
- Streicher: Violinen, Viola, Celli und Kontrabässe
- Bühnenmusik: Banda (nicht spezifiziert)

## Musikalische Gestaltung

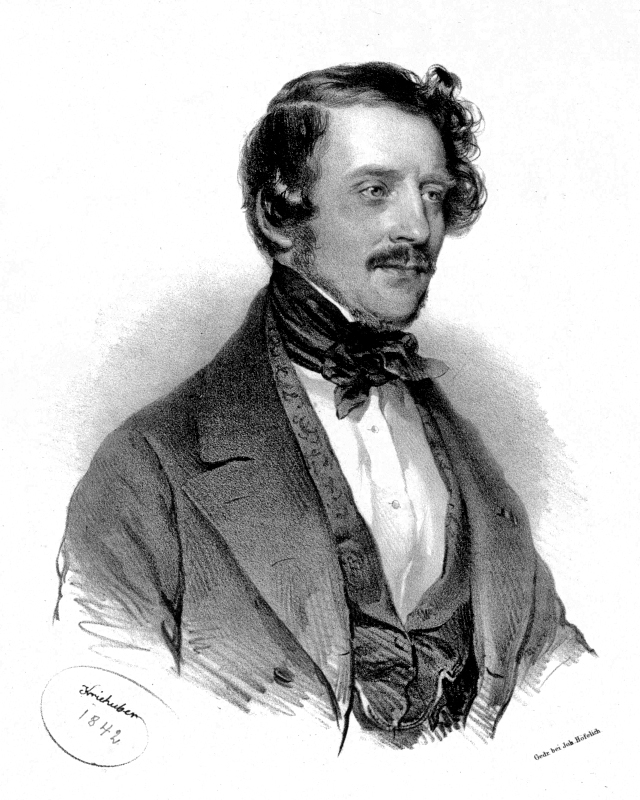
Gaetano Donizetti (von Joseph Kriehuber, 1842)

Maria Padilla entstand kurz nach Donizettis dreijährigem Paris-Aufenthalt (1838–1841) und gehört zu dessen letzter „internationaler“ Schaffensphase. Zugleich ist die für Mailand geschriebene Partitur von Maria Padilla wesentlich italienischer als beispielsweise die in Paris entstandene La favorite. Es handelt sich also um eine interessante stilistische Mischung, von der Commons meinte, dass sie „das Beste aus beiden Welten“ vereine. Donizetti schöpfte hier sozusagen aus dem Vollen.
Der französische oder internationale Einfluss macht sich in einem fantasievollen Orchestersatz und einer ausgefeilten, farbigen und reichen Instrumentierung bemerkbar sowie streckenweise in gewählten oder überraschenden Harmoniefolgen. Donizetti sorgt auch teilweise für musikalisches Lokalkolorit, wie insbesondere im eindeutig spanisch gefärbten Eröffnungschor von Akt II „Nella reggia dell’amore“.

Sehr italienisch und typisch für den Stil dieser Oper ist dagegen der betont virtuose Gesangsstil der Titelpartie und in etwas geringerem Maße auch der seconda donna Ines. Dieser verzierte Gesangsstil gehört einerseits zum aristokratisch-festlichen Ambiente der Opera seria allgemein und insbesondere dieser Oper, die nicht nur in Hochzeitsstimmung beginnt, sondern auch in den anderen beiden Akten fröhliche Festszenen enthält; andererseits werden die Fiorituren zur Steigerung der Emotionalität eingesetzt und drücken in den meisten Fällen – wie den Auftrittsarien von Ines und Maria in Akt I, dem Duett der beiden Frauen in Akt II (siehe Notenbeispiele oben) oder der Cabaletta finale in Akt III – Freude oder sogar Jubel aus. Überhaupt zeichnet sich der Stil der gesamten Oper, insbesondere der Partie der Maria, durch eine immer wieder durchbrechende, ans Ekstatische grenzende Gefühlsbetontheit aus.
Maria Padilla hat außerdem einige auffällige und ungewöhnliche Züge: Abweichend von der in romantischen Opern sonst üblichen Besetzung, ist der Tenor der Vater und der Liebhaber der hier mit besonders schmelzenden, bellinesken Kantilenen bedachte Bariton; das ist bei Donizetti zwar kein Einzelfall, könnte allerdings der Uraufführungsbesetzung geschuldet sein, denn der Tenor Domenico Donzelli war zu dieser Zeit bereits über 50, während der Bariton Giorgio Ronconi erst Anfang 30 war. Ungewöhnlich und einer der ganz großen Reize dieser Oper sind auch die musikalisch außerordentlich sensibel gestalteten Wahnsinnsszenen für den Tenor im dritten Akt (besonders im großen Duett mit Maria). Für eine Seria-Oper aus der Zeit um 1840 ungewöhnlich ist auch das lieto fine (das ursprünglich anders geplant war).
Formal fällt auf, dass Donizetti zwar grundsätzlich den traditionellen italienischen Arien- und Ensembletypus der romantischen Belcanto-Oper anwendet, aber zugleich sehr frei damit umgeht. Besonders in den beiden Duetten des zweiten Akts (Maria-Ines und Don Ruiz-Don Pedro) sowie im erwähnten großen Wahnsinnsduett Don Ruiz-Maria im dritten Akt treibt der Komponist die Handlung in einer natürlich anmutenden Weise voran, so dass die vorgegebenen Formen zumindest verschwimmen (wie dies vor ihm vor allem Bellini in Norma getan hat).
Donizetti war ganz enthusiastisch bei der Komposition und bezeichnete seine Musik selber in einem Brief an seinen Schwager Antonio Vasselli (5. November 1841) als: „… bella, bella, arcibella, bellissima…“ Dieses etwas humorvolle Eigenlob erscheint durchaus nicht übertrieben, die Inspiration des Komponisten ist der Oper durchwegs anzuhören und sie kann sicher als eines seiner musikalisch interessantesten Werke seiner Spätzeit gelten.

## Werkgeschichte

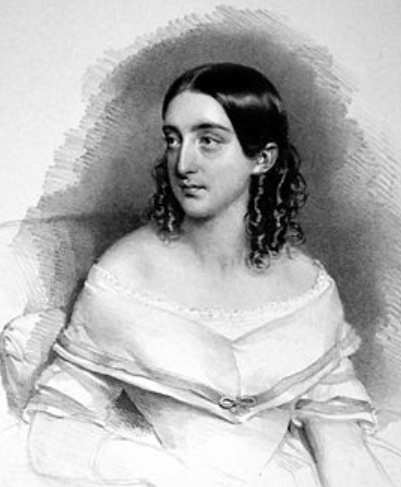
Erminia Frezzolini war Donizettis ursprüngliche Wunschkandidatin für die Titelrolle der Maria

### Entstehung
Donizetti stand bei Maria Padilla für seine Verhältnisse ungewöhnlich viel Zeit zur Verfügung: Er hatte mit der Komposition bereits im Sommer 1841 in Paris begonnen, die Arbeit mehrfach unterbrochen und war schließlich am 2. November bis auf die Instrumentierung fertig geworden. Dafür blieb ihm dann noch gut ein Monat Zeit. Die Titelpartie hatte er ursprünglich (etwa bis zur Hälfte der Oper) für die virtuose Erminia Frezzolini entworfen und war enttäuscht, als er erfuhr, dass diese wegen einer Schwangerschaft absagen musste; als später klar war, dass Sophie Löwe die Maria singen würde, musste er den Part für diese etwas vereinfachen.
Ein gewisses Problem gab es mit dem Schluss der Oper, wobei nicht geklärt ist, ob es bereits Probleme mit der austro-italischen Zensur gab oder ob Donizetti und Rossi dem von vornherein zuvorkommen wollten. In Ancelots Tragödie wirft der König Maria am Ende vor, dass sie ihr Versprechen der Geheimhaltung gebrochen habe, und er akzeptiert sie nicht als Königin, woraufhin sie sich erdolcht. Abgesehen davon, dass dies völlig unhistorisch ist, wäre ein solcher Selbstmord für die Zensur wahrscheinlich nicht akzeptabel gewesen, daher wurde der Schluss für die Mailänder Premiere dahingehend geändert, dass Maria, vom Glück überwältigt, tot zusammenbricht – ein ungewöhnliches und wenig glaubwürdiges (und historisch ebenfalls auffällig unrichtiges) Ende, das später wieder geändert wurde und musikalisch nur fragmentarisch erhalten ist.

### Uraufführung

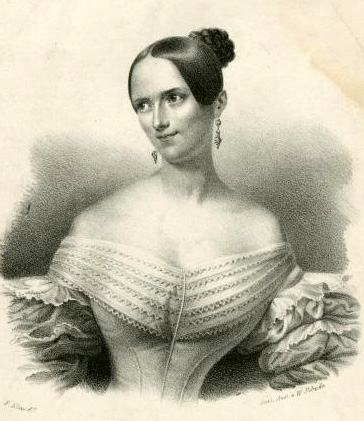
Sophie Löwe (Maria Padilla)

Am 10. Dezember begannen die Proben, und die Uraufführung fand am 26. Dezember 1841 unter der musikalischen Leitung von Eugenio Cavallini im Teatro alla Scala in Mailand statt. Das Bühnenbild stammte von Baldassarre Cavallotti. Es sangen Giorgio Ronconi (Don Pedro), Domenico Donzelli (Don Ruiz), Sophie Löwe (Maria Padilla), Luigia Abbadia (Ines Padilla), Gaetano Rossi (Ramiro), Ranieri Pochini (Don Luigi), Agostino Berini (Don Alfonso) und Teresa Ruggeri-Visanetti (Francisca).
Die Aufführung war zwar kein Triumph wie etwa Lucia di Lammermoor, aber doch ein hinreichend großer Erfolg; der Komponist wurde (entsprechend den damaligen Gepflogenheiten) noch während der Aufführung achtmal herausgerufen. Maria Padilla brachte es in der ersten Spielzeit in Mailand auf 23 Aufführungen. Die beliebteste Nummer der ganzen Oper war von Anfang an das Duett von Maria und Ines im zweiten Akt mit der beschwingten Cabaletta „Di pace a noi bell’iride…“; sie wurde in der Folge auch ein beliebtes Konzertstück.

weitere Sänger der Uraufführung
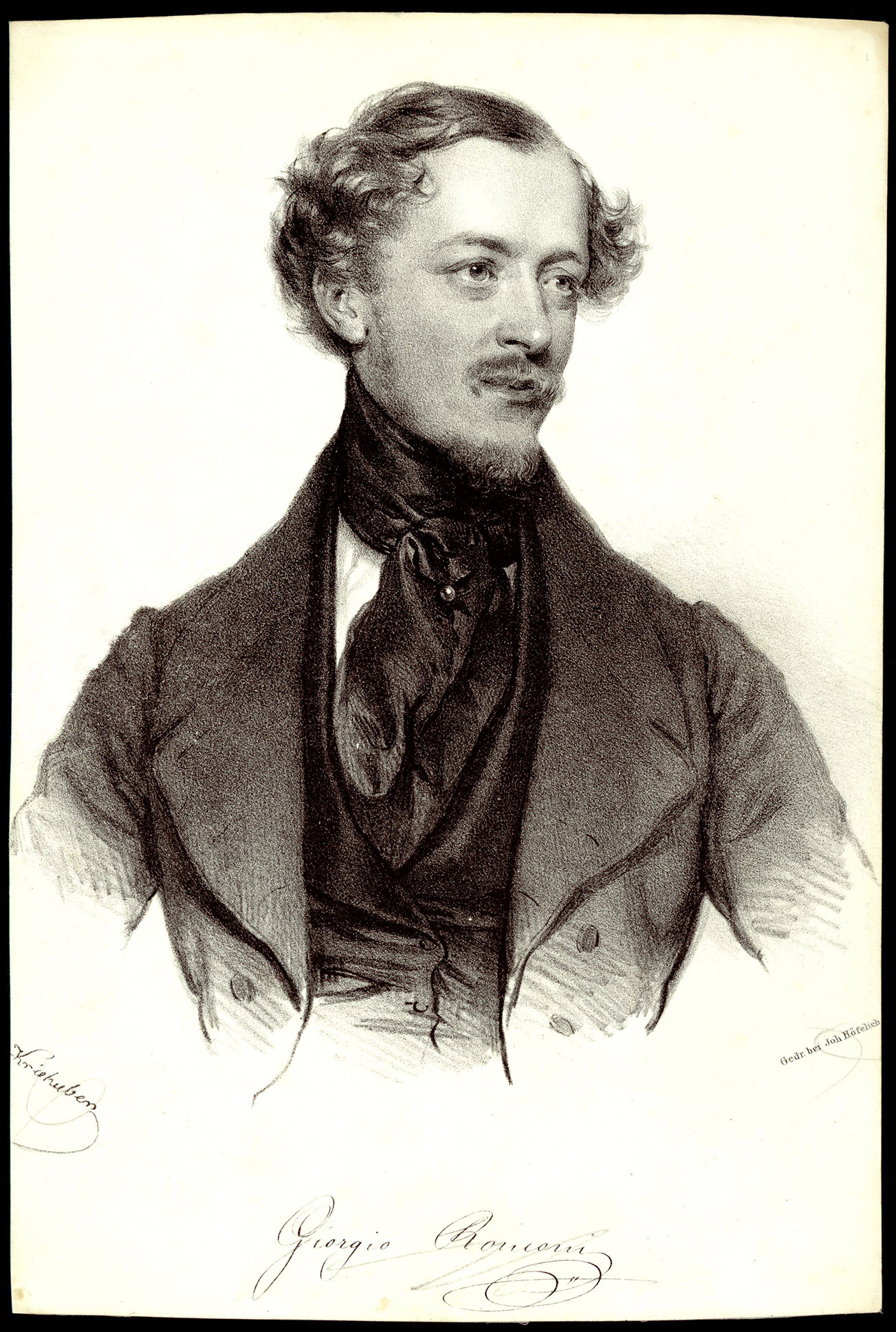
Giorgio Ronconi (Don Pedro)
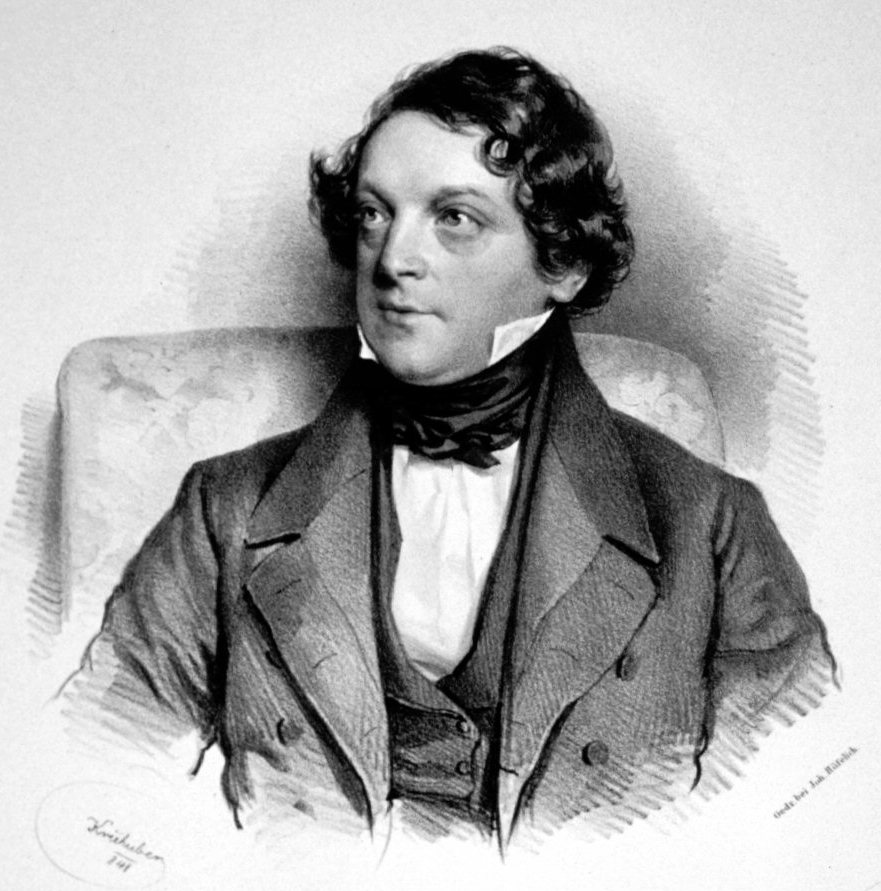
Domenico Donzelli (Don Ruiz)
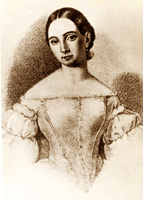
Luigia Abbadia (Ines)

### Endgültige Version mit „lieto fine“

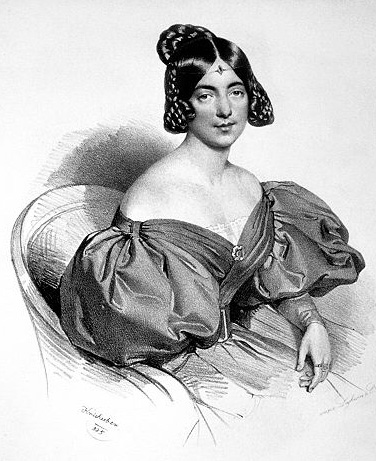
Eugenia Tadolini

Für die folgende Produktion der Oper in Triest, deren Premiere bereits am 1. März 1842 stattfand, komponierte Donizetti das zu dieser Zeit bei einer Seria-Oper ungewöhnliche, aber (wegen der Ablehnung durch die Höflinge) auch etwas ambivalente lieto fine; dieses ist die einzige Version des Finales, die musikalisch vollständig erhalten ist, und damit der endgültige Schluss der Oper; es ist auch mit den historischen Tatsachen besser zu vereinbaren. Die neue Cabaletta finale schrieb er für Eugenia Tadolini, die die Titelpartie auch einige Monate später in der Premiere am San Carlo in Neapel sang. Dafür, und in enger Zusammenarbeit mit der Tadolini, unterzog Donizetti die Oper einer weiteren Revision. In Neapel hatte die Oper Erfolg und wurde ab 1842 mehrere Jahre lang gespielt.:36 Die Tadolini sang die Titelrolle später noch einige Male, 1847 in Wien und in Bologna.

### Weitere Aufführungsgeschichte
Donizetti selber bereitete 1842 auch eine französischsprachige Version für geplante Aufführungen in Paris vor, die jedoch in dieser Form nicht stattfanden; die französische Fassung wurde aber später in Versailles (1845), Nantes (1850) und Marseille (1854) aufgeführt.

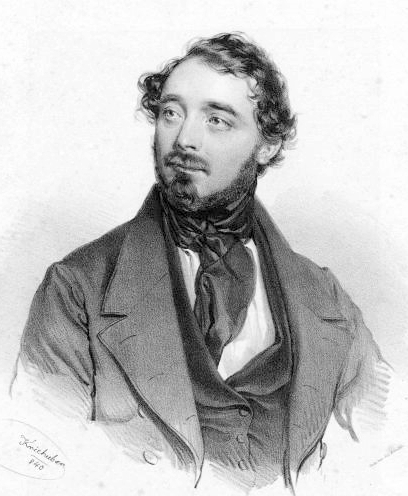
Der Tenor Napoleone Moriani sang die Rolle des wahnsinnigen Don Ruiz in drei verschiedenen Produktionen der Oper

Abgesehen von einer Produktion in der Karnevalssaison 1843 am Teatro La Fenice in Venedig (wiederum mit Sophie Löwe), die ein Misserfolg war und auf nur drei Aufführungen kam, war die italienische Originalversion von Maria Padilla mit dem lieto fine einige Jahrzehnte lang ziemlich erfolgreich, sie wurde bis 1859 in Italien und ganz Europa regelmäßig in zwei oder drei Produktionen pro Jahr gespielt, in den folgenden zehn Jahren bis 1869 dann seltener. In Wien war die Oper 1847 wie erwähnt mit Eugenia Tadolini zu hören und zwei Jahre später auch in einer deutschen Übersetzung. Andere bedeutende Sänger, die die Oper in ihrem Repertoire hatten, waren Rosina Penco (als Maria) und für die interessante Rolle des Don Ruiz die Tenöre Giovanni Basadonna, Napoleone Moriani, Gaetano Fraschini und Enrico Tamberlik. Außerhalb Italiens war Maria Padilla wohl nicht von ungefähr auf der Iberischen Halbinsel besonders beliebt, mit Produktionen in Lissabon (1845),:37 Barcelona (1846), Madrid (1846 und 1849), Sevilla (1848), Cádiz (1849–50), Alicante und Gibraltar (1850), Valencia (1850 und 1865), Málaga (1852) und Oporto (1853). Auch in Lateinamerika sind Aufführungen nachgewiesen, in Lima (1848) und Rio de Janeiro (1856, mit Tamberlik als Don Ruiz).
Die letzte nachgewiesene Produktion der Oper im 19. Jahrhundert ging 1869 in Foggia über die Bühne, danach verschwand sie für etwa ein Jahrhundert ganz. Zu den Gründen dafür zählen wahrscheinlich der sehr hohe belcantistische Anspruch insbesondere der beiden Frauenpartien, aber auch die relativ vielen Abweichungen von der Norm dessen, was man später von einem Melodramma erwartete.

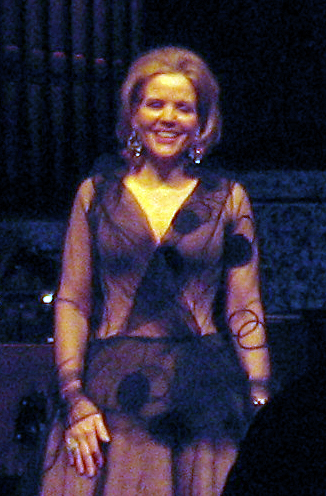
Renée Fleming war eine bedeutende moderne Interpretin der Maria

Erst 1973 kam es wieder zu einer konzertanten Aufführung in London durch Opera Rara, mit Janet Price (Maria), Margreta Elkins (Ines), Christian du Plessis (Don Pedro) und Gunnar Drago (Don Ruiz); ein „Piraten“-Mitschnitt dieser Aufführung war zeitweise in den USA ein Bestseller unter den Opernaufnahmen. Seither kommt es gelegentlich, vor allem im angelsächsischen Raum, zu neuen Inszenierungen, so 1979 erneut in London. Opera Rara brachte 1980 auch die erste Studioeinspielung heraus (siehe unten). 1982 kam eine Produktion im Teatro Carcano in Mailand auf die Bühne, die danach auch in Parma und Ravenna gezeigt wurde. Weitere Aufführungen erlebte das Werk 1983 an der Pocket Opera in San Francisco (mit reduziertem Orchester) und 1988 an der Dorset Opera in Sherborne (als erste Bühnenproduktion in England), 1990 in Omaha mit Renée Fleming als Maria, 2003 in einer Produktion der Donizetti Society beim Buxton Festival mit Brenda Harris als Maria, 2008 in Boston und 2012 erneut in London. Aufführungen an deutschsprachigen Opernhäusern sind nach 1847 nicht bekannt (Stand 2021).

## Diskographie
- 1973: mit Janet Price (Maria), Margreta Elkins (Ines), Gunnar Drago (Ruiz), Christian du Plessis (Don Pedro), Malcolm King, Patricia Sabin; Bournemouth Sinfonietta und Chor Opera Rara, Dir.: Kenneth Montgomery (Unique Opera Records; Live-Aufnahme)
- 1980: mit Lois McDonall (Maria), Della Jones (Ines), Graham Clark (Ruiz), Christian du Plessis (Don Pedro), Roderick Earle, Ian Caley; London Symphony Orchestra und Geoffrey Mitchell Choir, Dir.: Alun Francis (Opera Rara)
- 1990: mit Renée Fleming (Maria), Stella Zambalis (Ines), Hans Gregory Ashbaker, Motti Kaston, Dan Smith, Arturo Valencia; Orchestra und Chor der Oper Omaha, Dir.: John DeMain (Premiere Opera; Live-Aufnahme)
- 2005: mit Brenda Harris (Maria), Karin Wolverton (Ines), Bruce Ford (Ruiz), Ashley Holland (Don Pedro), Raymond Ayers, Theodore Chletsos, Seth Keeton, Anna Jablonsky, Minnesota Opera Chorus and Orchestra; Dir.: Francesco Maria Colombo (House of Opera: CD598100; Live-Aufnahme)[30]